# 札的車站
札的站（日语：／ Satteki eki */?）是位於北海道樺戶郡浦臼町字札的內，原隸屬於北海道旅客鐵道（JR北海道）札沼線（學園都市線）的铁路废站。電報略號為。
車站名稱源自阿伊努語「sat-tek-nay」，代表很瘦的河。除了本車站，札沼線很多車站名稱都有「旱季會乾涸的河」的意思。

## 歷史
- 1960年（昭和35年）9月1日：日本國有鐵道（國鐵）札沼線札的站開始營運。
- 1987年（昭和62年）4月1日：由於國鐵分割民營化，車站由JR北海道管理。
- 1991年（平成3年）3月16日：札沼線的暱稱設定為「學園都市線」[1][2]。
- 1996年（平成8年）3月16日：札沼線石狩當別站至新十津川站的列車開始一人控制。
- 2020年（令和2年）
  - 4月17日：受冠状病毒病疫情影响，北海道醫療大學站至本站提前停駛[3]。
  - 5月7日：札沼线北海道医疗大学站-新十津川站区间废线，本站废站[4]。

## 車站構造
废站前為側式月台1面1線的地面車站，亦是無人車站。沒有設置站房但設有候車室。

## 載客量
- 2011年至2015年度平均每天載客量少於10人[5]。

| 載客量 | 載客量       |
| 年份   | 每天平均人次 |
| ------ | ------------ |
| 2011年 | 0            |
| 2012年 | 0            |
| 2013年 | 2            |
| 2014年 | 2            |

## 車站周邊
主要是農業地區，只有小型的市區。
- 國道275號
- 會賓櫻香菇飯店總店（中華料理店，管理車站筆記本）
- * 北海道中央巴士「札的站通」站牌
  - JR北海道巴士石狩線廢除後的替代路線。

## 相鄰車站
北海道旅客鐵道（JR北海道）
札沼線（學園都市線）
晚生內－札的－浦臼